# Alchemilla catachnoa
Alchemilla catachnoa é uma espécie de rosácea do gênero Alchemilla, pertencente à família Rosaceae.